# Valerio Bona
Valerio Bona (Brescia, 1560 - [...?], 1621) fou un eclesiàstic franciscà i compositor de música religiosa.

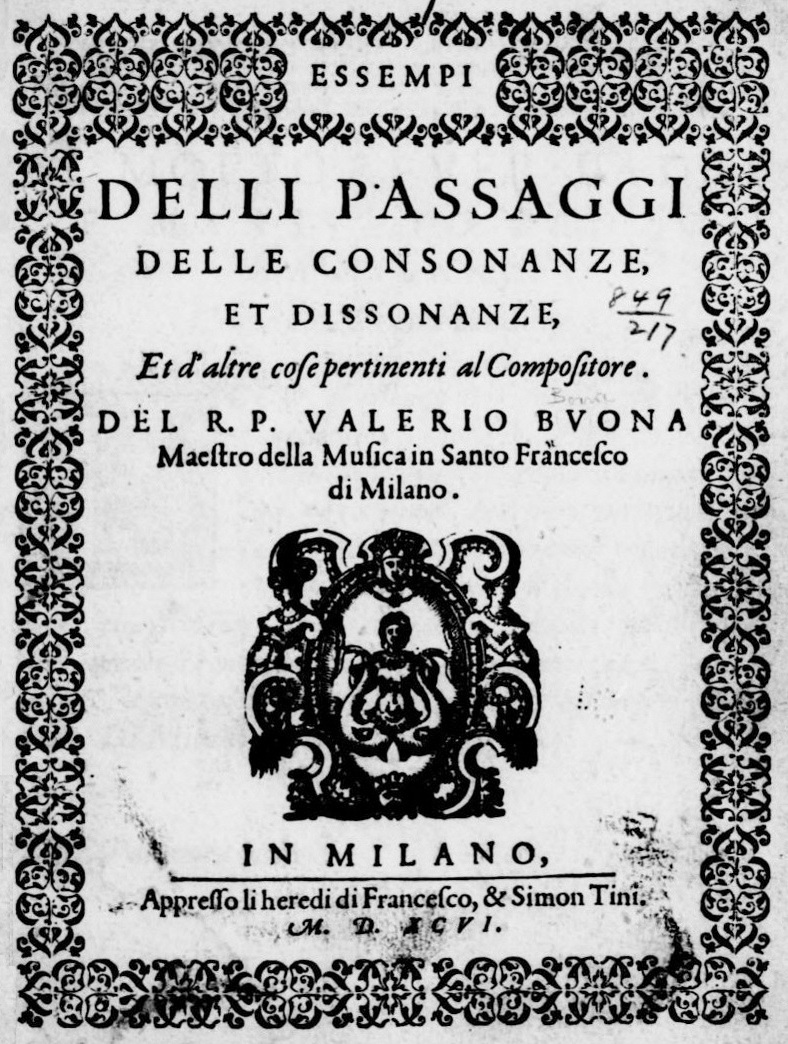
Essempi delli passaggi delle consonanze et dissonanze, 1596

Va ser un compositor italià del Barroc primerenc; també era un frare franciscà. Poc se sap sobre la seva vida. Sembla haver passat un temps a Milà i Verona, i pot haver estat un estudiant de Costanzo Porta. El seu teòric Regole dei Contraponto de 1595 va ser influenciat per Gioseffo Zarlino. Va ser mestre de capella de Vercelli, Mondovì i Milà.
Les seves obres musicals inclouen misses i canzonetes.